# Rusted Angel
Rusted Angel è il primo album in studio del gruppo melodic death metal svedese Darkane, pubblicato nel 1999.

## Tracce
Testi e musiche di Malmström and Wildoer.
1. Intro – 1:22
2. Convicted – 4:00
3. Bound – 4:38
4. Rape of Mankind – 3:59
5. Rusted Angel – 6:28
6. A Wisdoms Breed – 3:27
7. Chase for Existence – 5:04
8. The Arcane Darkness – 1:04
9. July 1999 – 4:07
10. Frenetic Visions – 6:33

## Formazione
- Lawrence Mackrory - voce
- Christofer Malmström - chitarra
- Klas Ideberg - chitarra
- Jörgen Löfberg - basso
- Peter Wildoer - batteria, percussioni